# 佩瓦斯區
佩瓦斯區（西班牙語：Distrito de Pebas），是秘魯的一個區，位於該國東北部洛雷託大區的雷蒙卡斯蒂利亞元帥省，始建於1866年2月7日，面積11,437平方公里，海拔高度101米，2005年人口12,663，人口密度每平方公里1.1人。